# Виж кой говори
„Виж кой говори“ е американски игрален филм (комедия) от 1989 г. на режисьора и по сценарий на Ейми Хекърлинг. Музиката е композирана от Дейвид Китей. Оператор е Томас дел Рут. Във филма участват Джон Траволта, Кърсти Али, Брус Уилис с гласа на синът на Моли, Майки, и Джордж Сегал в ролята на Албърт, незаконния баща на Майки, който имаше връзка с Моли.

## Сюжет
Моли е счетоводителка, която живее в Ню Йорк, в който има връзка с Албърт, женен с две деца, и забременява. По време на бременността си Моли и Албърт пазят тайната си на недискретност, според идеята, че е изкуствено осеменена, и че Алберт планира да остави жена си Бет и двете им деца да бъдат с нея. Моли и нейната приятелка Рона случайно хванат Албърт да се забърква с неговия вътрешен декоратор Мелиса и той признава, че планира да живее с нея, след като неговият развод е финализиран. Моли се разочарова и веднага започва да се труди. Тя влиза в такси, където шофьорът Джеймс Убриако безразсъдно ускорява движението в центъра, за да я закара навреме в болницата, и неволно е свидетел на раждането на сина си Майки. След това Майки започва да прави коментари за живота си и взаимодейства с нещата чрез вътрешен глас, който също може да общува с други бебета.
Надявайки се да върне живота си на релси, Моли става посветена самотна майка; отказвайки да бъде повърхностно за надеждните бащи, но отхвърляйки няколко мъже над малките странности, които може да се отразят зле върху Майки в бъдеще. Тя отново среща Джеймс в сградата си и открива, че е използвал пощенския си адрес, за да създаде резиденция, за да доведе дядо си Винсънт в хубав дом. Тя се съгласява да продължи уловката, когато се съгласи да пази Майки, което почти спира, когато отведе бебето до летището, където е търговски пилот на непълен работен ден, докато тя подремва (което я кара да вярва, че е отвлякъл Майки). Мина година и Джеймс осъзнава чувствата си към Моли, което го кара да започне да саботира една от нейните дати. Скоро осъзнава връзката, която той и Майки споделят и решава да му даде шанс. След посещението на дядото на Джеймс в новия му дом, Джеймс я отвежда за уроци по летене и тя осъзнава, че тя пада за него, но когато станат интимни, тя си представя живота заедно и се съпротивлява. Джеймс казва на Моли, че той я обича, но тя казва, че иска само това, което е най-добро за Майки и го изрита. Обратно на работа, Моли е принудена от шефа си да продължи да работи с Албърт, който настоява да види Майки и тя се съгласява. Но когато Албърт посещава, той среща Джеймс, а двамата се спориха, тайно, което пречи на Джеймс. Той пита Моли дали обича Албърт и твърди, че не знае. Когато предлага идеята да бъде най-близкото нещо на баща си, Моли му казва, че е като голямо дете и не е достатъчно отговорен, за да бъде баща. Джеймс я извиква, за да използва Майки, за да прогони мъжете, включително и себе си, и той избухва. На детската площадка, приятелите му казват на Майки какво са „татко“ и той осъзнава, че иска Джеймс да бъде негов татко. Джеймс идва в апартамента и казва на Майки, че няма да е наоколо повече и Моли изслушва бебето, докато излива сърцето си на Майки, който признава, че ще му липсва и Джеймс.
Моли отвежда Майки в кабинета на Албърт, за да се срещне с него, но когато Албърт твърди, че не иска отговорността да бъде баща, Моли осъзнава, че той не се е променил, а тя и Майки разрушават няколко части от неговите мебели, преди да излязат и да извадят Албърт живее за добро. Обратно у дома, тя получава обаждане от дома на Винсънт, който ѝ казва, че той е разрушително влияние и злоупотреба с персонала, и тя се втурва да изчисти грешката, успявайки да ги убеди да пазят Винсънт, когато му е даден шоколад. По-рано Джеймс беше инструктирал някой, който не говореше английски, да не му позволява повече от един ден или това щеше да причини тези изблици. Джеймс идва с него и Моли. Междувременно Майки си тръгва сам, търсейки Джеймс, когато вижда таксита отвън. След като излезе на улицата, той се качва в кола, която след това се изтегля с Майки вътре, докато Моли и Джеймс търсят трескаво за него. След като го забелязаха, Джеймс и Моли преследваха кабината му и накрая отрязаха камиона, но откриха, че Майки е излязъл от колата и сега стои в средата на тежък трафик. Джеймс и Моли тичат да го достигнат и го отведат на безопасно място, където Майки неофициално моли Джеймс да бъде негов баща, като каза първата си дума „Да-да“. Джеймс и Моли осъзнават, че Майки вече вижда Джеймс като баща си и решават да му дадат шанс, страстно целувайки, докато Майки им казва, че има нужда от нова пелена, преди да реши да изчака.
Девет месеца по-късно Моли ражда дъщеря ѝ и Джули. Когато Майки посреща полусестра си, тя „му казва“, че има ден, в който няма да повярва.

## Актьорски състав
| Изпълнител       | Роля                                 |
| ---------------- | ------------------------------------ |
| Джон Траволта    | Джеймс Убриако                       |
| Кърсти Али       | Моли Дженсен                         |
| Джордж Сегал     | Албърт                               |
| Олимпия Дукакис  | Роузи                                |
| Туинк Каплан     | Рона                                 |
| Джой Боушел      | Мелиса                               |
| Ейб Вигода       | Дядо Винсънт Убриако                 |
| Кристофър Ейдън  | Майкъл „Майки“ Дженсън (на 2 години) |
| Джейкъб Хейнс    | Майки (на 1 година)                  |
| Джарид Уотърхаус | Майки (на 6 месеца)                  |
| Джейсън Шалър    | Майки (новородено)                   |
| Брус Уилис       | Майки (глас)                         |
| Джоан Ривърс     | Джули (глас)                         |

## Продължения и бракувано рестартиране
Филмът е достатъчно успешен, за да създаде две продължения: „Виж кой говори пак“ (1990) и „Виж кой говори сега“ (1993). Успехът на първите два филма вдъхновява сериала на Ей Би Си, наречен „Бебешки разговор“, който се излъчва от 1991 до 1992 г. и включва Тони Данза като гласа на Майки като бебе. Джон Траволта, Кърсти Али и Олимпия Дукакис са единствените актьори, които се появяват във всичките три филма от поредицата.
На 6 април 2010 г. е съобщено, че производителят на „Бързи и яростни“ – Нийл Х. Мориц планира да рестартира поредицата, този път с героя Майки, който вече е израснал и бащата на бебето във филма. От ноември 2018 г. никакви последващи действия или римейк не са били произведени или освободени.

## Български дублажи
| Преводач            | Борислав Стефанов                                                           |
| Тонрежисьор         | Михаил Михайлов                                                             |
| Режисьор на дублажа | Ралица Ботева                                                               |
| Озвучаващи артисти  | Елена Русалиева Лина Златева Христо Чешмеджиев Николай Николов Борис Чернев |

| Преводач           | Кристина Иванова                                                        |
| Озвучаващи артисти | Весела Хаджиниколова Цветослава Симеонова Кристиян Фоков Николай Пърлев |
| Тонрежисьор        | Росица Александрова                                                     |